# Покровское (Вожегодский район)
Покровское — село в Вожегодском районе Вологодской области. Расположено при впадении Явенги в Кубену.
Входит в состав Явенгского сельского поселения, с точки зрения административно-территориального деления — центр Явенгского сельсовета.
Расстояние до районного центра Вожеги по автодороге — 18 км, до центра муниципального образования Базы по прямой — 1,1 км. Ближайшие населённые пункты — База, Новая, Пожарище, Пролетарский, Сорогинская, Федяшинская.
По переписи 2002 года население — 102 человека (49 мужчин, 53 женщины). Преобладающая национальность — русские (97 %).